# Régis Wargnier
Pour les articles homonymes, voir Wargnier.
Régis Wargnier, né le 18 avril 1948 à Metz, est un réalisateur et scénariste français. Il est membre de l'Académie des beaux-arts depuis 2007.

## Biographie
Régis Marie Hubert Wargnier est né le 18 avril 1948 à Metz. Fils de Gilbert Wargnier, officier d'infanterie, et de Claude Voizard, il fait ses études à Paris au lycée Saint-Jean-de-Passy et Saint-Louis de Gonzague.
Après une licence de lettres classiques et une maîtrise de grec à la Faculté des lettres de l'Université Paris X-Nanterre, il ouvre en 1969 un atelier de photographie. Il effectue avec Claude Chabrol son premier stage sur le tournage de La Décade prodigieuse en 1971. Il devient alors tour à tour assistant metteur en scène, assistant à la caméra puis régisseur général. En 1972, il est le réalisateur de seconde équipe dans La Femme en bleu de Michel Deville. Deux ans plus tard, il travaille sur le film Nada de Claude Chabrol avec qui il tourne dans la foulée deux téléfilms de l'anthologie Nouvelles d'Henry James : Le Banc de la désolation et De Grey. Pour le même projet, il est régisseur sur le film Un jeune homme rebelle de Paul Seban. Il enchaîne ensuite avec Le Grand Frère et Le Bon Plaisir de Francis Girod.
En 1986, il réalise son premier film, La Femme de ma vie qui lui vaut le César de la meilleure première œuvre. Pour ce film, il coécrit la chanson T'en va pas pour Elsa Lunghini, qui fera partie de la bande originale du film. Il tourne ensuite Je suis le seigneur du château, puis en 1991 la fresque historique et romanesque Indochine, qui rencontre un large succès en France et à l'international et lui vaut de remporter l'Oscar du meilleur film en langue étrangère et cinq Césars, dont celui de la meilleure actrice attribué à Catherine Deneuve et du meilleur second rôle pour Dominique Blanc. En 1995, il réunit Emmanuelle Béart, Daniel Auteuil et Jean-Claude Brialy dans Une femme française.
En 1999, Régis collabore à nouveau avec Catherine Deneuve pour Est-Ouest, également interprété par Sandrine Bonnaire et Oleg Menchikov, qui revient sur les années sombres du stalinisme. Dans les années 2000, il se lance dans un tout autre sujet. Il se consacre aux grands sportifs, pour tourner Cœurs d'athlètes, diffusé sur France 2 en 2003. Il revient au cinéma en 2005, avec Man to Man, qui réunit Joseph Fiennes et Kristin Scott Thomas. Il adapte ensuite le polar de Fred Vargas, Pars vite et reviens tard, qui lui fait retrouver l'actrice vietnamienne, Linh Dan Pham, qu'il avait rencontrée sur Indochine.
Élu à l'Académie des beaux-arts le 4 avril 2007 au fauteuil d’Henri Verneuil (1920-2002). Reçu cinq ans plus tard le 1er février 2012, délai sans précédent dans les annales de l'Académie.[réf. nécessaire]
En décembre 2013, il entame le tournage à Siem Reap (Cambodge) du film Le Temps des aveux, adaptation du livre Le Portail de François Bizot. Le film est présenté au Festival international du film de Toronto 2014.
En 2015, il est nommé au Conseil économique, social et environnemental.
Lors de la campagne pour l'élection présidentielle de 2017, il participe à un meeting de soutien au candidat En marche ! Emmanuel Macron, le 17 avril à Bercy.
Wargnier participe activement au débat public sur les moyens de sortir de la crise climatique. En 2018, il figurait parmi les 200 signataires d'un appel au journal Le Monde. L'appel met en garde contre des conséquences dramatiques, telles que l'extinction de l'espèce humaine, si une action politique « déterminée et immédiate » dans des domaines problématiques tels que le changement climatique, la biodiversité et d'autres limites planétaires devait être évitée.

## Filmographie

### Réalisateur

#### Cinéma
- 1986 : La Femme de ma vie
- 1989 : Je suis le seigneur du château
- 1991 : Indochine
- 1995 : Une femme française
- 1995 : Lumière et Compagnie - segment
- 1999 : Est-Ouest
- 2005 : Man to Man
- 2007 : Pars vite et reviens tard
- 2011 : La Ligne droite
- 2014 : Le Temps des aveux
- 2025 : La Réparation

#### Télévision
- 1988 : Sueurs froides (série télé)
- 1992 : Liban année zéro, documentaire
- 2003 : Cœurs d'athlètes, documentaire[6]), coréalisé avec Patrick Montel[7]
- 2004 : D'or et d'argent, documentaire coréalisé avec Patrick Montel
- 2014 : Let my people go, documentaire[8]

### Assistant réalisateur

#### Cinéma
- 1973 : La Femme en bleu de Michel Deville
- 1974 : Nada de Claude Chabrol
- 1976 : Le Désert des Tartares de Valerio Zurlini
- 1978 : Mon premier amour de Élie Chouraqui
- 1979 : L'école est finie de Olivier Nolin
- 1980 : La Banquière de Francis Girod
- 1981 : Le Faussaire de Volker Schlöndorff
- 1981 : Viens chez moi, j'habite chez une copine de Patrice Leconte
- 1982 : Le Grand Pardon de Alexandre Arcady
- 1982 : Le Grand Frère de Francis Girod
- 1984 : Le Bon Plaisir de Francis Girod
- 1984 : Souvenirs, Souvenirs de Ariel Zeitoun

#### Télévision
- 1974 : Le banc de la désolation de Claude Chabrol d'après Henry James
- 1974 : De Grey de Claude Chabrol d'après Henry James
- 1974 : Un jeune homme rebelle de Paul Seban d'après Henry James (responsable régie)

### Scénariste
Régis Wargnier est scénariste de tous les films qu'il a réalisé.
- 1992 : L'Échange de Vincent Perez
- 2009 : Douce France de Stéphane Giusti (téléfilm)
- 2014 : Le Temps des aveux (coécrit avec Antoine Audouard)

### Acteur
- 1973 : La Femme en bleu de Michel Deville : le technicien de radio (non crédité)
- 1984 : Souvenirs, Souvenirs de Ariel Zeitoun : l'examinateur
- 2002 : Femme fatale de Brian De Palma : lui-même

### Parolier
- 1986 : T'en va pas, de Elsa Lunghini

### Producteur
- 1983 : L'Amie de Margarethe von Trotta
- 1983 : La Palombière de Jean-Pierre Denis

## Publications
- Les Prix d'excellence, Paris, Éditions Grasset et Fasquelle, 2018, 432 p.  (ISBN 9782246813781)
- La Dernière Vie de Julia B., Paris, Robert Laffont, 2022, 234 p.

## Distinctions

### Récompenses
- César 1987 : meilleure première œuvre pour La Femme de ma vie
- Oscars 1993 : meilleur film étranger pour Indochine
- Étoiles d'or de la presse du cinéma français 2000 : Étoile d'or du réalisateur pour Est-Ouest
- Prix Henri-Langlois 2010 pour l’ensemble de sa carrière internationale
- Prix Cazes 2018  pour Les Prix d'excellence

### Nominations
- César 1993 : meilleur réalisateur pour Indochine
- César 2000 : meilleur réalisateur pour Est-Ouest
- Oscars 2000 : meilleur film étranger pour Est-Ouest

### Sélections
- Berlinale 2005 : Sélection officielle pour Man to Man

### Décorations
- Chevalier de la Légion d'honneur (2014)

### Jury de festival
- Membre du jury du Festival de Cannes 2002, sous la présidence de David Lynch, et avec notamment Sharon Stone, Michelle Yeoh et Walter Salles comme autres membres du jury.
- Président du jury au Festival du cinéma russe à Honfleur en 2004.
- Membre du jury du Festival international du film de Shanghai 2005, sous la présidence de Wu Tianming, et avec notamment Lisa Lu et Marc Rothemund comme autres membres du jury.
- Président du jury du Festival CinémaScience en 2008, avec notamment comme jurés José Garcia et Jean-Pierre Luminet.
- Président du jury du Festival international du film policier de Beaune 2011, avec notamment comme jurés Stefano Accorsi, Clovis Cornillac et Mireille Darc.
- Membre du jury de la Caméra d'or lors du Festival de Cannes 2013, sous la présidence d'Agnès Varda, et avec notamment Éric Guirado, Isabel Coixet et Michel Abramowicz comme autres membres du jury.